# Patrick Wackström
Patrick Wackström (* 6. September 1958 in Porvoo) ist ein ehemaliger finnischer Radrennfahrer und nationaler Meister im Radsport.

## Sportliche Laufbahn
Erste sportliche Erfolge auf internationaler Ebene gelangen Wackström bei den Wettbewerben der Nordischen Meisterschaften der Junioren 1975 und 1976, bei denen er Medaillen gewinnen konnte. 1976 gewann er seinen ersten nationalen Titel in der Männerklasse, als er mit seiner Vereinsmannschaft bei der finnischen Meisterschaft in der Mannschaftsverfolgung siegte (gemeinsam mit Sixten Wackström und Harry Hannus). Diesen Titel gewann er auch 1978, 1980, 1981, 1982 und 1983. 1983 siegte er gemeinsam mit seinen Brüdern Sixten und Stefan Wackström.
In den Jahren 1977, 1978, 1979, 1981 und 1982 wurde er finnischer Meister im 1000-Meter-Zeitfahren. 1982 wurde er finnischer Meister in der Einerverfolgung.
Auch als Straßenfahrer war er erfolgreich. 1980 und 1981 konnte er die nationale Meisterschaft im Straßenrennen gewinnen. Bei den Meisterschaften der Nordischen Länder siegte er mit Finnland 1982 im Mannschaftszeitfahren (mit Harry Hannus, Kari Myyryläinen und Harri Hedgren). Mit dem Porvoon ajot gewann er von 1979 das älteste finnische Eintagesrennen.
Wackström war Teilnehmer der Olympischen Sommerspiele 1980 in Moskau (7. Platz im Mannschaftszeitfahren) und 1984 in Los Angeles (38. Rang im Straßenrennen und 13. Platz im Mannschaftszeitfahren).
Bei der Internationalen Friedensfahrt war er 1983 am Start und beendete die Rundfahrt auf dem 47. Rang des Gesamtklassements. Er startete für den Verein Porvoon Akilles.

## Familiäres
Er ist der Sohn von Ole Wackström, der einer der erfolgreichsten finnischen Radrennfahrer war. Auch seine Brüder Sixten und Stefan waren Radrennfahrer.